# Wilhelm Goldmann
Wilhelm Goldmann (* 25. Februar 1897 in Baumgarten, Kreis Falkenberg O.S., Provinz Schlesien, Königreich Preußen, Deutsches Reich; † 24. April 1974 in Wollerau, Kanton Schwyz, Schweiz) war ein deutscher Verleger.

## Kindheit, Ausbildung und Erster Weltkrieg
Goldmann wurde 1897 in einem zu einer Schule mit Lehrerwohnung umgebauten Schafstall eines Rittergutes als Sohn eines Dorfschullehrers geboren. Die Familie stammte von einer Ahnenreihe oberschlesischer Bauern ab, die bis ins 17. Jahrhundert im Dorf Schloss Goldmannsdorf (heute Bzie Zameckie) zurückverfolgt werden kann. Seine Eltern waren jungverheiratet. Ein Jahr später wurde der Vater Hauptlehrer und Kantor in der evangelischen Kirche im 15 Kilometer entfernten Dorf Kirchberg. Weitere vier Jahre später wurde der Vater in die 35 Kilometer entfernte Stadt Brieg versetzt. Wilhelm Goldmann ging in Brieg zur Bürgerschule und auf das Gymnasium.
Anschließend absolvierte in Brieg in der Buchhandlung Hugo Süßmann eine Lehre zum Buchhändler. Danach war er für vier bis fünf Monate Mitarbeiter in der Dresdner Hofbuchhandlung H. Burdach tätig. 1917 wurde er in Dresden zum Kriegsdienst im Ersten Weltkrieg einberufen. Während des Krieges erlebte er die Gründung der Flakscheinwerfertruppe mit. Nach Kriegsende nahm er 1919 seine Tätigkeit bei H. Burdach wieder auf. Im Herbst 1919 nahm Wilhelm Goldmann eine Stelle als Privatsekretär bei Hofrat Walther Keller bei der Franckh’sche Verlagshandlung in Stuttgart an. Hier fasste er den Entschluss, selbst Verleger zu werden. Um sich darauf vorzubereiten, wollte Goldmann möglichst viele Buchhandlungen kennen lernen. Darum wurde er in der Franckh’schen Verlagshandlung Reisevertreter. Im Frühjahr 1921 übernahm Goldmann von über 25 Verlagen die Auslandsvertretung. Er wurde so unter anderem in der Tschechoslowakei, Österreich, Dänemark und Schweden einer der ersten deutschen Handelsvertreter nach dem Ersten Weltkrieg.

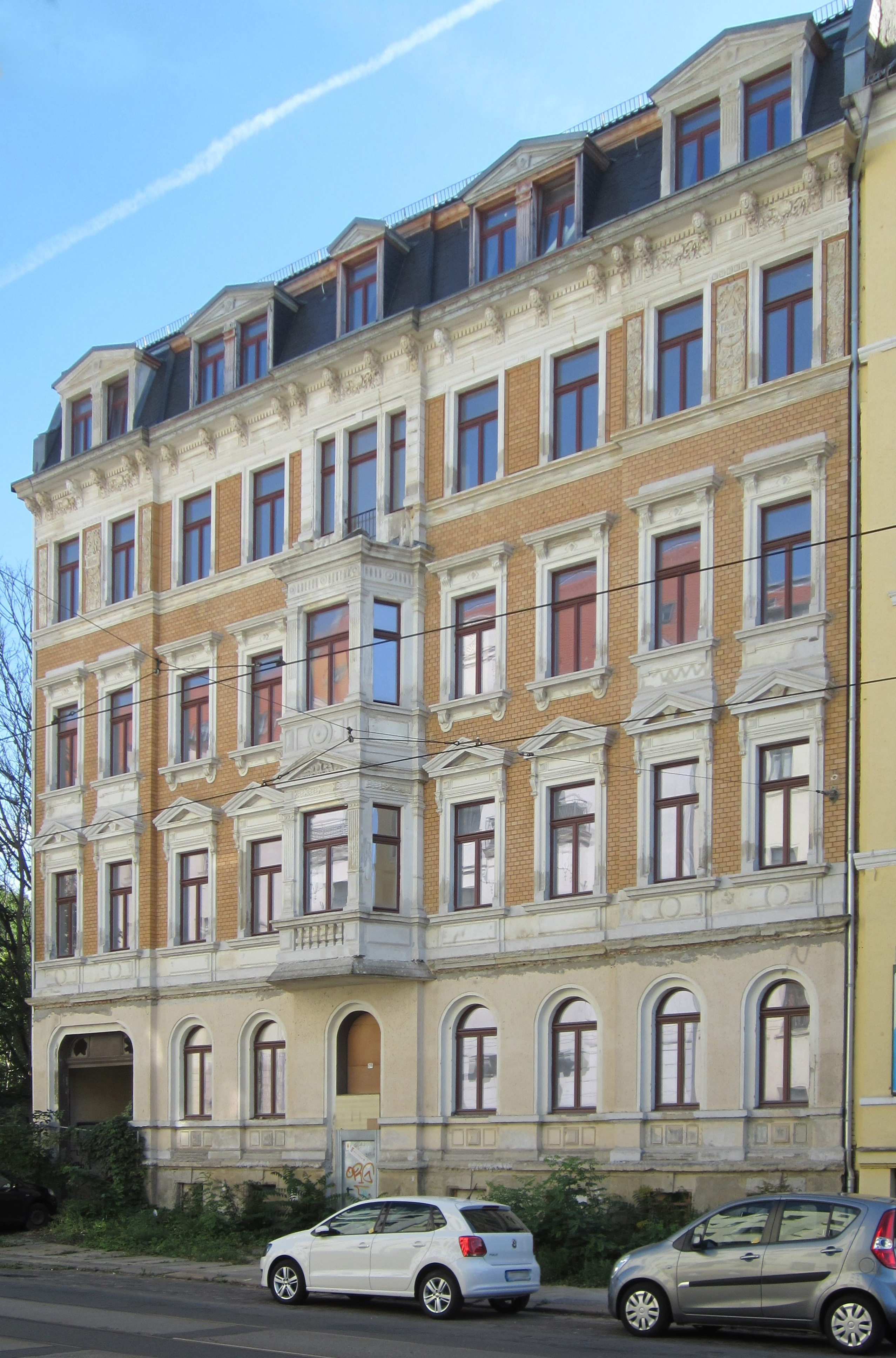
Haus Kohlgartenstraße, von 1922 bis 1940 Verlagshaus von Wilhelm Goldmann, 2015

## Wilhelm Goldmann Verlag in Leipzig

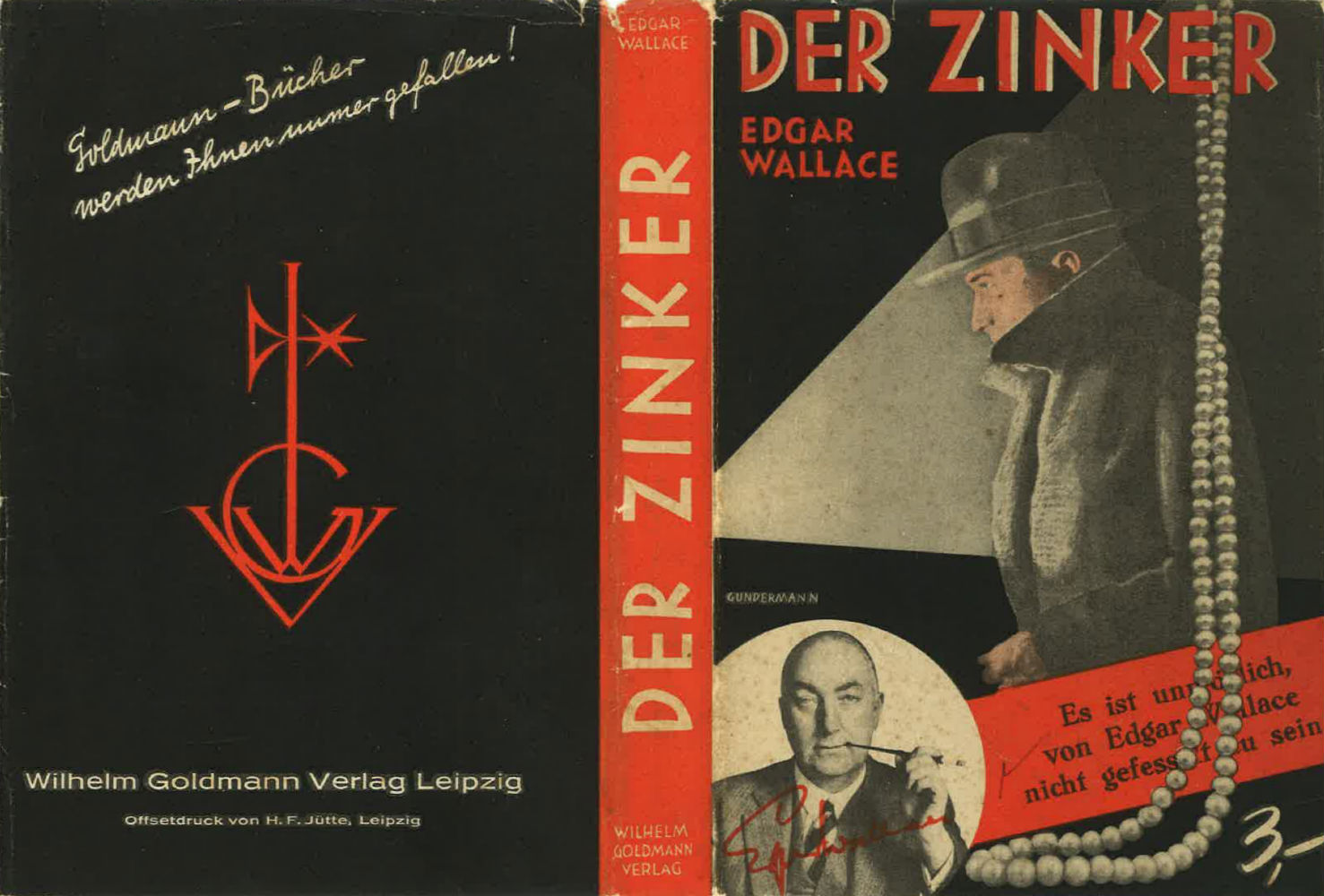
Schutzumschlag Edgar Wallace Der Zinker, erschienen 1930 im Wilhelm Goldmann Verlag

Trotz der Nachkriegsinflation gründete Goldmann 1922 den Wilhelm Goldmann Verlag mit Sitz in der Kohlgartenstraße 20 in Leipzig. Die Eintragung ins Handelsregister erfolgte am 21. Juni 1922. Der Verlag gab zunächst Kunstbände, Holzschnittmappen und ähnliches heraus. Im Frühjahr 1924 erschien mit Emil Droonbergs Das Gold der Nebelberge der erste Roman in Goldmanns Verlag. Goldmann erfand nach eigenen Angaben dafür die blinde Kartonage, ein weicher Kartonumschlag ohne Aufdruck. Das Buch erhielt einen papiernen Schutzumschlag und kostete nur 3 Mark. Der große Erfolg des Verlages begann Ende 1925 mit den Büchern des bis dahin in Deutschland unbekannten Edgar Wallace. Das erste bei Goldmann verlegte Wallace-Buch war der Roman 15 Jahre bei  den Kannibalen in Zentralafrika in der Übersetzung von Richard Küas, einem ehemaligen Bezirksamtmann in der deutschen Kolonie Togo. Der erste bei Goldmann erschienene Kriminalroman von Edgar Wallace war 1926 Die Bande des Schreckens. Das Buch erschien als Vorabdruck in der Münchner Illustrierten Presse. Im selben Jahr veröffentlichte Goldmann Wallace’ Der rote Kreis, der 1928 von Friedrich Zelnik verfilmt wurde und 1929 erschien. Goldmann war bei den Dreharbeiten anwesend. 1927 erschien Der Hexer von Edgar Wallace bei Goldmann. Max Reinhardt brachte den Krimi im Berliner Deutschen Theater auf die Bühne. Goldmann saß bei der Premiere neben dem Theaterkritiker Alfred Kerr, der das Stück lobte. 1928 erwarb Goldmann die Rechte aller Kriminalromane von Edgar Wallace.

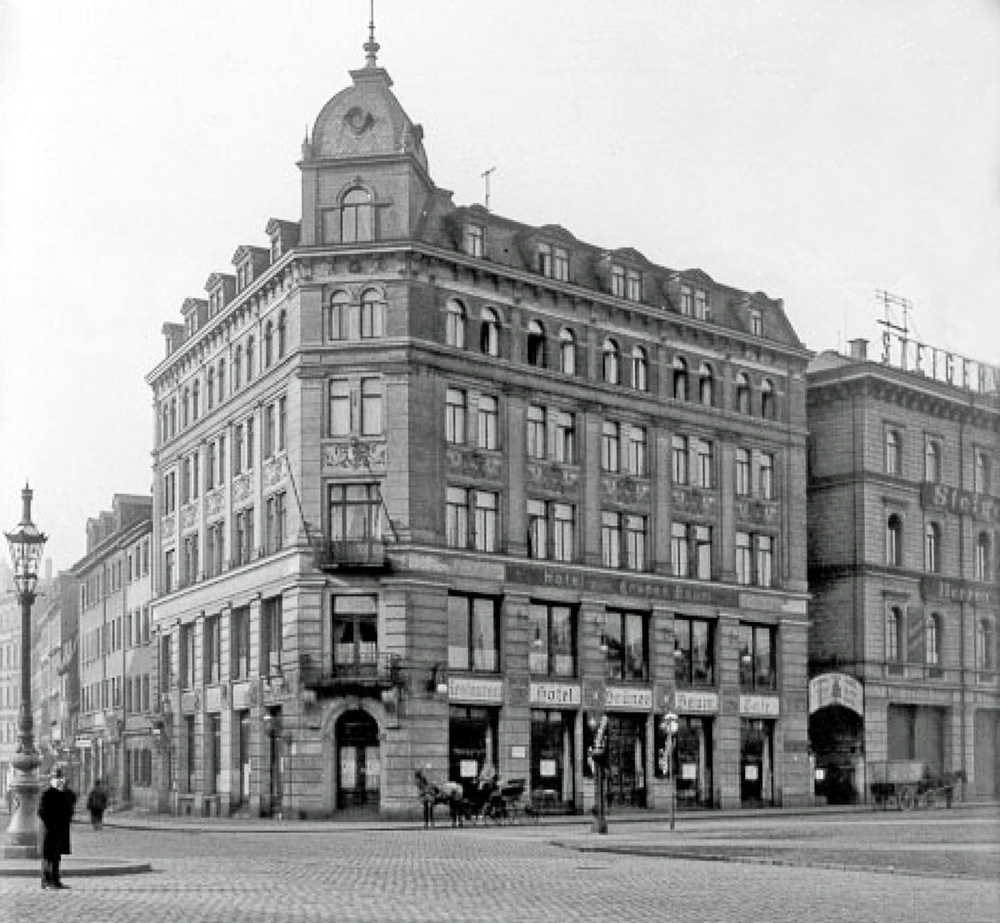
Haus Roßplatz 1 in Leipzig, von 1941 bis zu seiner Zerstörung 1943 Verlagshaus von Wilhelm Goldmann, 1900

## Zweiter Weltkrieg
Bereits zehn Tage vor Ausbruch des Zweiten Weltkriegs wurde Wilhelm Goldmann 42-jährig am 10. August 1939 zur Wehrmacht eingezogen. Er war ab dem 17. August 1939 an einem Flakscheinwerfer am Westwall im Einsatz. Nach einer zweiten Reklamation konnte er nach Leipzig zurückkehren, da seine Arbeit als Verlagsleiter als kriegswichtig angesehen wurde. Goldmann verlegte jetzt auch Sonderausgaben für die Truppenbetreuung. Ab 1941 befand sich der Verlagssitz im Haus Roßplatz 1 in Leipzig. Am 4. Dezember 1943 wurde ab 4:00 Uhr das Leipziger Buchhändlerviertel durch einen Fliegerbombenangriff total zerstört. Zu den zerstörten Gebäuden gehörte auch Wilhelm Goldmanns Verlagshaus am Roßplatz 1. Trotz des Totalverlustes setzte Goldmann die Verlagstätigkeit in seinem Privathaus in Lützschena-Hänichen bei Leipzig fort. Im Sommer 1944 wurde Wilhelm Goldmann wieder zum Wehrdienst einberufen. Er diente bei einer Kraftfahrzeugabteilung. Auf Antrag wurde er am 10. Februar 1945 von Dresden nach Leipzig versetzt, drei Tage vor der völligen Zerstörung der Dresdener Innenstadt durch einen Fliegerbombenangriff. Nach eigenen Angaben wurde Wilhelm Goldmann nach einer Denunziation am 12. Februar 1945 wegen politischer Äußerungen von der Gestapo verhaftet. Bei der Verlegung in die Tschechoslowakei auf dem Rückzug vor den alliierten Truppen gelang Goldmann am 5. Mai 1945 in Kaaden (heute Kadaň) die Flucht. Zu Fuß nach Leipzig unterwegs wurde er von alliierten Truppen aufgegriffen und im amerikanischen Kriegsgefangenenlager auf dem Flugplatz Eger (heute Cheb) interniert. Goldmann wurde bald entlassen und war am 2. Juni 1945 wieder bei seiner Familie in Hänichen.

## Sowjetische Haft
Da nach Ende des Zweiten Weltkrieges eine Fortführung des Verlags schwierig war, gründete Goldmann in Leipzig zunächst eine Gärtnerei. Am 1. Februar 1946 wurde er auf dem Weg zu seinem behelfsmäßigen Büro in der Eisenbahnstraße vom NKWD verhaftet. Der Direktor einer Druckerei soll ihn denunziert haben, während der Nazizeit faschistische Bücher verlegt zu haben. Wilhelm Goldmann blieb ohne Prozess oder Urteil inhaftiert, ohne zu wissen, wie lange die Haft dauern würde. Er war zuerst im Speziallager Nr. 1 Mühlberg und später im Speziallager Nr. 2 Buchenwald eingesperrt. Am 16. Januar 1950 wurde er entlassen. Während seiner Abwesenheit hatte sein Prokurist Albert Krug das Unternehmen behelfsmäßig als Versandbuchhandlung weitergeführt, jedoch am 31. Dezember 1949 die Löschung der Firma beantragt.

## Wilhelm Goldmann Verlag in München
Wilhelm Goldmann verließ Leipzig und die gerade gegründete DDR und ging am 8. Februar 1950 von Berlin in die ebenfalls frisch gegründete Bundesrepublik Deutschland nach München. Dort hatte seine Frau den Neuaufbau des Wilhelm Goldmann Verlags vorbereitet. Am 24. Januar 1950 waren in München Goldmanns Taschenbücher angekündigt worden. Am 4. Juli 1950 meldete sich Wilhelm Goldmann über eine Anzeige im Börsenblatt des deutschen Buchhandels wieder in der Buchbranche zurück. Im selben Monat erschienen die ersten sechs Goldmann-Bücher in München, im August folgten weitere sechs. Es waren Bücher von Edgar Wallace und andere Kriminalromane. Die Taschenbücher erschienen aus Kapitalmangel erst 1952 und somit erst nach den Taschenbüchern von Rowohlt und Fischer. Als erster Band erschien zu einem Ladenpreis von 2,20 Mark Der Frosch mit der Maske von Edgar Wallace (Goldmanns Taschen-Krimi, Band 1). 1953 startete Goldmann die Gelbe Reihe mit Taschenbuchausgaben von Klassikern und allgemeiner Belletristik. Später kamen weitere Reihen hinzu, so Science Fiction und Kunstbände. Anfang 1958 wurde mit dem Neubau eines Verlagshauses in der Neumarkter Straße begonnen. Der letzte Bauabschnitt konnte im Frühjahr 1962 beendet werden.
1963 wandelte Wilhelm Goldmann seinen Verlag in eine Aktiengesellschaft und 1966 in eine Gesellschaft mit beschränkter Haftung um. 1970 waren Goldmann Taschenbücher in einer Gesamtauflage von über 100 Millionen Büchern erschienen. Von 2665 Titeln erschienen in der Gelben Reihe 1373, in der Reihe Weltraum 112, in der Reihe Abenteuer 32 und in der Reihe Krimi 1148.
Drei Jahre nach dem Tod des Verlegers kaufte Bertelsmann 1977 den Goldmann-Verlag und stieg mit diesem Schritt ins wachsende Taschenbuchgeschäft ein.
Goldmann war Mitglied des Verwaltungsrats der Verwertungsgesellschaft Wort. Er war dreimal verheiratet und verbrachte seine letzten Jahre in der Schweiz.

## Auszeichnungen
- 1962: Bundesverdienstkreuz I. Klasse[4]
- 3. Juli 1973: Großes Verdienstkreuz des Verdienstordens der Bundesrepublik Deutschland